# Torben Brinkmann
Torben Brinkmann (* 14. Februar 1991 in Essen) ist ein ehemaliger deutscher Seriendarsteller.
2004 wurde Brinkmann auf der Jugendmesse YOU in Essen entdeckt. Nachdem er zunächst eine Rolle in der RTL-Seifenoper Unter uns bekam, verkörperte er vom 26. September 2005 bis zum 19. Mai 2006 die Rolle des Oliver Twist.
Brinkmann besuchte von 2001 bis 2010 das Don-Bosco-Gymnasium in Essen.
Nach aktuellem Stand (1. Januar 2024) scheint Brinkmann nicht mehr als Darsteller oder Schauspieler zu agieren.